# Fujiwara no Tomoie
Fujiwara no Tomoie est un nom japonais traditionnel ; le nom de famille (ou le nom d'école), Fujiwara no, précède donc le prénom (ou le nom d'artiste).
Fujiwara no Tomoie (藤原知家) (1182 - 1258) est un poète et courtisan japonais qui vit à la fin de l'époque de Heian et au début de l'époque de Kamakura. Son grand-père est Fujiwara no Shigeie et son oncle Fujiwara no Ariie. Il est considéré comme l'un des trente-six nouveaux poètes immortels.
En 1193 il est nommé shōgoi et en 1195, gouverneur de la province de Mimasaka. Il est promu jusanmi en 1219 et shōsanmi en 1229. En 1238 il est gravement malade et se fait moine bouddhiste, prend le nom de Rensei (蓮性), mais ne meurt pas avant 1258.
En tant que poète, il participe à plusieurs utaawase (concours de poésie waka en 1215, 1216, 1218, 1229, 1232, 1235, 1246 et 1247. Quelques-uns de ses poèmes sont inclus dans les anthologies impériales dont le Shin Kokin Wakashū.